# 2. оклопна армија (Вермахт)
Друга оклопна армија Борила се од почетка рата са Совјетским Савезом, од јуна 1941. до почетка августа 1943. у оквиру Групе армија Центар, учествујући у офанзиви на Москву 1941. и у Курској бици јула 1943.
Од 15. августа 1943. до децембра 1944. борила се на територији Југославије и била у саставу Групе армија Ф. Од децембра 1944. тактички је потчињена Групи армија Југ и задужена за сектор фронта у јужној Мађарској.
Почетком маја 1945. све њене јединице предале су се Црвеној армији у Аустрији.

## Источни фронт
1.јуна 1940. је од снага 19.оклопног корпуса у Француској формирана оклопна група "Гудеријан" тако је названа по генералу који јој је командовао.
16.11. исте године добија статус 2.оклопне групе,у априлу наредне године дијелом снага(14.моторизовани корпус Витерсхајма и 41.тенковски корпус Рајнхарта учествује у нападу на Југославију.
Од јуна у саставу групе армија "Центар" учествује у нападу на Совјетски Савез на правцу Бјалисток - Слоним.
Од 10.7.учествује у Смоленској бици.
Наступала је из реона Шклова на Кричев и Јелњу.
Учествује у борбама код Рославља и Јелње наступајући у општем правцу на Конотоп,1. септембра избија на Десну и на њеној десној обали формира мостобран одбацивши на југоисток совјетску 40.армију генерала Подласа формиравши пријетњу окружења 21.армије генерала В.И.Кузњецова.
Учествује у борбама за кијевски котао,а 30.9. покреће напад на правцу Вјазма-Брјанск(операција "Тајфун")
Сутрадан пробија одбрану 13.армије генерала Городњанског и напредује 60 километара,24.оклопни корпус генерала Швепенбурга заузима Севск.
6.октобра постаје 2.тенковска армија,23. њена 3.оклопна дивизија  генерала Брајта пробија одбрану југозападно од Мценска,18.тенковска дивизија генерала Неринга заузима Фатеж.
Од октобра води неуспјеле нападе на Тулу одакле бива одбијена у децембру,25. децембра команду над њом преузима генерал Рудолф Шмит који је командовао 2.армијом, Гудеријан је смијењен.
Водила је локалне борбе у реону Козељск-Сухиничи,10.априла Шмит је смијењен, касније признан као неурачунљив,на то мјесто долази командант 53.армијског корпуса генерал Хајнрих Кленцер,на тој дужности остаје до августа.

## Југословенско ратиште
Од 6. августа 1943. Друга оклопна армија препотчињена је Групи армија Ф, односно Команди Југоистока, реорганизована и задужена за оперативно подручје Југославије, изузев Словеније која је представљала оперативно подручје групе армија Б. Задатак Друге оклопне армије био је борба против партизана и спречавање евентуалног савезничког искрцавања.
Због искрцавања савезника на Сицилији и пада Мусолинијеве владе, у том периоду је ситуација у западном делу Југославије била је по Немце критична. Већ средином августа 1943. армија је предузела покрете у унутрашњост италијанске окупационе зоне. То ипак није спречило разбуктавање кризе услед капитулације Италије 8. септембра. Разоружавши бројне италијанске јединице, велике делове земље заузела је и држала у својим рукама НОВЈ. Друга оклопна армија је била принуђена да подели свој задатак у три фазе:
1. Разоружавање и интернирање италијанских јединица (Операција Ахзе)
2. Овладавање јадранском обалом
3. Овладавање кључним положајима, комуникацијама и комуникацијским чворовима у јадранском залеђу.

Ови задаци су се веома разликовали од оних са којима се штаб армије сусретао на Источном фронту. Услед тога и услед потреба на осталим фронтовима дошло је до промена у формацији и оперативној тактици. III СС оклопни корпус је након окончаних операција у захвату загребачког саобраћајног чвора крајем децембра 1943. изузет из армије, а од почетка октобра 1943. у њеном саставу налазио се V СС добровољачки брдски корпус.
У Србији је у то време функционисао штаб Војноуправног команданта Југоистока генерала Ханса Фелбера, који је имао под својом командом нефронтовске формације: полицијске и територијалне јединице, јединице Српске владе, Руски заштитни корпус и Бугарски окупациони корпус. Овај штаб је функционисао као окупациона команда, док је оперативну команду и над територијом Србије имао штаб Друге оклопне армије.
Завршивши до краја октобра 1943. задатак разоружавања Италијана с половичним успехом, штаб армије покренуо је низ енергичних парцијалних операција усмерених на овладавање јадранском обалом и њеним залеђем. Након заузимања Тузле 11. новембра 1943, армија је почетком децембра синхроно покренула низ операција:
1. Операцију „Цитен“ против Ливна као главног саобраћајног чворишта у залеђу Далмације под непосредном командом штаба XV корпуса
2. Низ сложених повезаних операција против положаја и јединица НОВЈ у Санџаку и источној Босни под командом штаба за ту потребу веома ојачаног V СС корпуса - операције "Кугелблиц“, " Шнештурм“ и "Валдрауш“.
3. Операцију „Пантер“ LXIX корпуса против Четвртог корпуса НОВЈ на Кордуну и Банији.

Ове операције нестављале су се до кулминације у централној, под називом Валдрауш, током целог јануара 1944. Затим су се операције наставиле гранајући се у низове мањих. Армија је 20. јануара 1944. коначно успела да заузме Сењ, последњи град који је НОВЈ држала на јадранској обали. XV корпус је 22. децембра искрцавањем на Корчулу (Операција „Хербстгевитер II“) отпочео наступање на јадранска острва.
Трупе су уз велике напоре прокрстариле земљом, али у најбољем случају с врло привременим успехом: док је V СС корпус вршио притисак на Трећи корпус НОВЈ у источној Босни, Пети корпус НОВЈ покренуо је 31. децембра 1943. бањалучку операцију ради олакшавања положаја Трећег корпуса. Кад је фокус немачке операције пао на Пети корпус, Трећи корпус НОВЈ је 16. јануара 1944. покренуо напад на Тузлу.
Друга оклопна армија је веома прилагодила оперативну тактику противнику. Уместо фронтовске везе међу јединицама, штаб армије упутио је своје јединице на вршење дрских енергичних продора са сопственим обезбеђењем. Такође, придавао је веилик значај постизању изненађења и заваравању противника.
Велики значај армија је придавала помоћним трупама на терену: Оружане снаге НДХ биле су непосредно оперативно потчињене немачким оперативним командама. Муслиманску легију Немци користили на више начина: уводили су је у борбу под немачком командом и са немачким официрима (на пример, Легија „Кремплер“). Легија је такође служила као извор регрута за јединице Вермахта и СС јединице.
Немци су ценили борбену вредност неких четничких формација и радо су из раздора између партизана и четника извлачили корист за себе. Четничке јединице у неким случајевима биле су оперативно потчињене немачким командама, али су чешће биле са њима повезане преко свог обавештајног одсека (одсек Iц) (на пример, Динарска дивизија и босански четници). Са четницима у Србији сарадњу су одржавали преко официра за везу.
Са свим потчињеним јединицама, штаб Друге оклопне армије имао је под својом командом 1944. године око 560.000 људи под оружјем.
Обавештајној и диверзантској делатности армија је придавала велику пажњу. Обавештајци су са успехом дешифровали кодове партизанског радио-саобраћаја, па су на тај начин остваривали значајну предност. Тако, 20. фебруара 1944, истог дана кад је маршал Тито издао наређење Другој и Петој дивизији за продор из Санџака у Србију, штаб Друге оклопне армије издао је наређење својим потчињеним штабовима у којима налаже противмере.
Штаб армије преко својих обавештајних одсека формирале такозване "трупове“ - јединице од стотињак људи које би се камуфлирале у партизане и тако продирале у дубину слободне територије ради диверзија и атентата. У документима помињу се као „Јединице Конрад при штабу Друге оклопне армије“ по поручнику доктору Рајнхарду Копсу - Конраду, „старешини јединице Iц/АО“. У трупове су укључивани немачки сарадници са српскохрватског говорног подручја. (О деловању једног таквог трупа може се видети из извештаја мајора Капетановића на „Викиизворнику").

### Десант на Дрвар
Ипак, и поред свих напора Друге оклопне армије, НОВЈ није показивала знаке посустајања, нити је била озбиљно уздрмана. Врховна команда Вермахта и сам Хитлер били су незадовољни учинком армије. Стога је Хитлер лично наложио команданту армије Рендулићу да ликвидира Тита и његов штаб, с намером да унесе пометњу и дезорганизацију у НОВЈ. У ту сврху ставио му је на располагање специјално тајно оружје до којег је много држао - СС диверзанте падобранце. Тако је настала замисао за једну од најспектакуларнијих операција Другог светског рата: операције „Реселшпрунг“.
Ова обавештајно-диверзантско-армијска операција покренута је, након помних припрема, 25. маја 1944. 500. СС падобранском батаљону придодат је један број сарадника са терена - чланова трупа „Бекел“ мајора Бенеша, обавештајца XV корпуса ради лакшег сналажења на терену.
Шестог маја 1944. њемачки командант Југоистока барон фелдмаршал Максимилијан фон Вајхс, наредио је команданту 2. оклопне њемачке армије генералу Лотару Рендулићу, да у току маја изведе операцију „Реселшпрунг“. Издајући му то наређење, уједно га је обавијестио о сљедећем: 
1. да је за извођење операције „Реселшпрунг“ рајхсминистар СС и министар безбједности Рајха Хајнрих Химлер одобрио употребу 500. СС падобранско-ловачког батаљона, јачине 654 падобранаца, који ће извршити ваздушнодесантни напад на врховно руководство НОП-а Југославије у Дрвару;
2. да је Химлер одобрио и употребу СС падобранске наставне чете, а да је мајор Бенеш одредио 40 људи из јединице „Бекел“, међу којима је било и четника Босанскокрајишког четничког корпуса и 6 људи контраобавјештајне службе. Сви они требало је да се јаве на вријеме команданту 500. СС падобранско-ловачког батаљона, Курту Рибкеу. Са додијељеним појачањима батаљон је имао укупно 824 војника;
3. да је њемачка врховна команда оружане силе одобрила употребу 1. пука дивизије „Бранденбург“ и 54. извиђачког батаљона 1. брдске њемачке дивизије, из састава Групе армије „Е";
4. да он, командант Југоистока, са своје стране одобрава употребу 92. моторизованог пука и 202. тенковског батаљона.

Све остале снаге које ће судјеловати у операцији требало је да одреди командант 2. оклопне армије из састава његове армије.
25. маја 1944. почео је помно припремани ваздушно-копнени удар: најпре је интензивно бомбардовање потпуно растројило партизанску организацију у Дрвару и паралисало њено фонкционисање, а непосредно затим је спуштен на земљу први талас десанта. Истовремено је у концентричан продор ка Дрвару кренуло седам посебно формираних самосталних моторизованих колона из околних градова, са задатком да, пре свега, прихвте десантне трупе и тако спрече њихово уништење, и да уништавају партизанске штабове у покрету.
Као што је познато, Десант на Дрвар је ипак завршен неуспехом, а командант Лотар Рендулић послат је на нову дужност.
Атрактивност овог подухвата привлачи пажњу и данас: на шездесету годишњицу, 25. маја 2004. поштоваоци традиције 500. СС падобрански ловачки батаљона извели су у пустињи Аризоне реплику ове операције.

### Битка за Србију
Србија је средиште Балкана и главни комуникацијски чвор. Свакон искрцавању на Балкан из оперативних разлога мора претходити масовно рушење комуникација у Србији. Свака одбрана Балкана од инвазије заснива се на одржавању комуникација кроз Србију у добром стању. Међутим, након јесени 1941, партизани су у Србији прилично лоше стајали. Четници су, делом захваљујући својој политици незамерања, успели да обнове своју организацију, али нису показивали ентузијазам за потребне операције рушења. Тито је Србију желео за себе из оперативних, а још више из политичких разлога. Западни савезници размишљали су о искрцавању, и желели су при томе рушилачки расположеног савезника у Србији. Жртвовали су политичке разлоге војнима, прекинули сваку помоћ и подршку Михаиловићу и помагању партизана у Србији дали највиши приоритет.
Ипак, није све ишло глатко. Немци су и те како желели да спрече овакав развој ситуације, и предузели су низ операција ради тога. Партизанима у Србији била је неопходна помоћ у виду елитних трупа из Босне, Хрватске и Црне Горе. Тито је током целе прве половине 1944. вршио концентрацију трупа и покушавао са убацивањем у Србију. Његов проблем састојао се у томе што је штаб Друге оклопне имао на столу све његове депеше и такве покушаје увек спремно дочекивао.
Коначно, током августа је НОВЈ успела да надигра Другу оклопну армију, и да, упркос операцијама "Драуфгенгер“ и "Рибецал“ убаци две оперативне групе дивизија у Србију. Током прве недеље септембра 1944. партизани су у садејству са БАФ-ом извели спектакуларну масовну операцију рушења какву су савезници одувек желели, под именом Операција Ратвик, и блокирали извлачење Групе армија Е из Грчке. Тиме се међутим окористила трећа страна - на границама Србије управо се појављивала Црвена армија.
Након Београдске операције настала је нова оперативна ситуација. Црвена армија је након Батинске битке новембра 1944. продирала преко Дунава дубоко кроз јужну Мађарску, док је 300.000 војника Групе армија Е задржано је у пробијању из Грчке. Друга оклопна армија децембра 1944. препотчињен је под тактичку команду Групе армија Југ, са задужењем да заустави Црвену армију, у јужној Мађарској. Штаб Друге оклопне армије међутим није успео да извуче значајне ефективе из Југославије. Постепено је предао команду над својим XXI брдским корпусм, Петим СС. XXXIV корпусом, XV брдским, и LXIX резервним корпусом Групи армија Е. У јужну Мађарску пребачене су под његову команду неке јединице из његовог првобитног састава (118. ловачка дивизија, Дивизија Бранденбург), али су главнину сачињавала ојачања из Мађарске, Италије и Немачке.

### Зелена линија
С обзиром на напредовање Црвене армије у Банату и источној Србији, имајући у виду неуспех Групе армија Е из Грчке да се пробије у ту област, било је неопходно преусмеравање снага. Друга оклопна армија је план да, у циљу уштеде снага, повуче своју главну одбрамбену линију са јадранске обале на планинску линију од ушћа Зрмање до Дурмитора, што је немачка Врховна команда одобрила 10. октобра 1944. Ова линија, модификована након Београдске операције на левом крилу на линију од Гацка на север реком Дрином, добила је кодно име Зелена линија, и постала је главна линија немачке одбране у Југославији. Према плану, то је требало омогућити пребацивање 118. ловачке и 264. пешадијске дивизије у Панонију.
Овај план омеле су снаге НОВЈ својим наступањем. Девета дивизија НОВЈ заузела је Ливно 10. октобра 1944. На јужном крилу, 369. дивизија, која је требало да преузме зону 118. ловачке дивизије, претрпела је тешке поразе и била је озбиљно уздрмана, па су од целе дивизије почетком октобра транспортована за Београд само два батаљона 750. пука. На северном крилу, Осми корпус НОВЈ својим притиском није дозволио одвајање 264. дивизије, тако да је транспортовано свега неколико чета. Главнина ове дивизије, заједно са деловима 373, уништени су у Книнској операцији почетком децембра 1944. Тако је настао "150 км широк отвора на фронту Книн - Мостар", који је забрињавао Немце.
У октобру 1944. Група армија Е преузела је команду над V СС корпусом, а у децембру и над XV и LXIX корпусом и корпусном групом Киблер у Срему, па је штаб Друге оклопне армије преузео одговорност над фронтом северно од Драве. У том периоду под својом командом имао је LXIII, XXII брдски и I коњички корпус.

### Последња фаза
У јужној Мађарској Друга оклопна армија учествовала је током марта 1945. у лабудовој песми Трећег рајха, у последњој великој офанзиви под називом Пролећно буђење. Свој ратни пут завршила је у мају 1945. у јужној Аустрији безусловном предајом јединицама Црвене армије.
Један од команданата армије, Лотар Рендулић, написао је после рата књигу ратних сећања која је објављена 1952. под насловом  . Други одељак књиге односи се на Другу оклопну армију и рат у Југославији. Он, између осталог, овако оцењује стање:
Ту се поново показало да захтеви које поставља борба са партизанима, како на великом, тако и на малом плану, нису заостајали за оним на другим ратиштима.
Није било ни једног немачког војника коме је партизански рат био драг. У недељама након мог доласка на Балкан примио сам захтеве више од 1000 војника свих чинова у којима они траже премештај на руско ратиште, иако су тамо стално вођене велике борбе.